# Arrhenia littoralis
Arrhenia littoralis är en lavart som först beskrevs av Høil., och fick sitt nu gällande namn av Gulden 1990. Arrhenia littoralis ingår i släktet Arrhenia och familjen Tricholomataceae.   Inga underarter finns listade i Catalogue of Life.